# 第二次ウィーン包囲
第二次ウィーン包囲（だいにじウィーンほうい）は、1683年に行われたオスマン帝国による最後の大規模なヨーロッパ進撃作戦である。オスマン軍はオーストリアの首都にして神聖ローマ皇帝の居城であるウィーンを大軍をもって攻撃したが、拙速な作戦により包囲戦を長期化させ、最後は反オスマン帝国を掲げて結集した中央ヨーロッパ諸国連合軍によって包囲を打ち破られるという惨憺たる敗北に終わり、この包囲戦を契機にオーストリア、ポーランド、ヴェネツィア、ロシアらからなる神聖同盟とオスマン帝国は16年間にわたる長い大トルコ戦争に突入した。その結果、歴史上初めてオスマン帝国がヨーロッパ諸国に大規模な領土の割譲を行った条約として知られる1699年のカルロヴィッツ条約締結に至った。

## 戦争の背景
オスマン帝国は、17世紀の初頭以来君主（スルタン）の国政に対する実権が縮小し、16世紀から急速に進んだ軍事技術・制度の発展など様々な時代の変化の中で君主の専制と中央集権に支えられた軍事的優位が弛緩しつつあった。このような帝国の危機的状況の中、1656年に帝国の最高執政者である大宰相に就任したキョプリュリュ・メフメト・パシャ、息子で後継の大宰相となったキョプリュリュ・アフメト・パシャの2人は国勢の回復に努め、ヴェネツィア、オーストリア、ポーランドなどの諸国に次々に勝利して東ヨーロッパにおいてオスマン帝国史上最大の版図を実現していった。
1676年、キョプリュリュ・アフメト・パシャの病死により大宰相に就任したカラ・ムスタファ・パシャはキョプリュリュ・メフメト・パシャの婿であり、キョプリュリュ家の改革政治を引き継いで拡大政策を押し進めた。時の君主であるメフメト4世はエディルネの宮殿に篭って狩りを趣味とするばかりで政治に対する関心も実権もなく、オスマン帝国の全権はキョプリュリュ改革の遺産を引き継いだ強力な大宰相の手に握られていた。
一方、16世紀の第一次ウィーン包囲の時代においてヨーロッパにおけるオスマン帝国の最大の敵手であったハプスブルク家のオーストリアは、三十年戦争を経てかつての強盛を失った。当時のオーストリアにとって西方での宿敵はフランスのルイ14世であったが、フランスはオーストリアがオスマン帝国と戦うことでハプスブルク家を弱体化させることを狙っていた。このため、オスマン帝国とオーストリアとの戦いにおいて、西からオーストリアを牽制することによってオスマン帝国に間接的な支援を与えていた。
戦場となったのはハンガリー・トランシルヴァニアで、1664年にオスマン帝国がハンガリーへ侵攻してきた時はオーストリアの将軍ライモンド・モンテクッコリがザンクトゴットハールドの戦いでオスマン帝国軍に勝利した。しかし、フランスの脅威からオーストリアは反撃へ動けず、ヴァシュヴァールの和約で20年の休戦、オスマン帝国の傀儡のトランシルヴァニア公アパフィ・ミハーイ1世を承認、毎年のオスマン帝国への贈与金などハプスブルク家に不利な内容を締結した。これがハンガリー・トランシルヴァニアの親ハプスブルク派貴族の反発を招き、1670年のヴェッシェレーニ陰謀の摘発と弾圧、1678年のテケリ・イムレの蜂起に繋がった。
神聖ローマ皇帝レオポルト1世は事態を重く見てハンガリーに対する弾圧を中止、1681年に絶対主義政策を撤回して貴族の宥和に勤めたが、テケリはゲリラ活動を続けた。

## 戦闘の経過

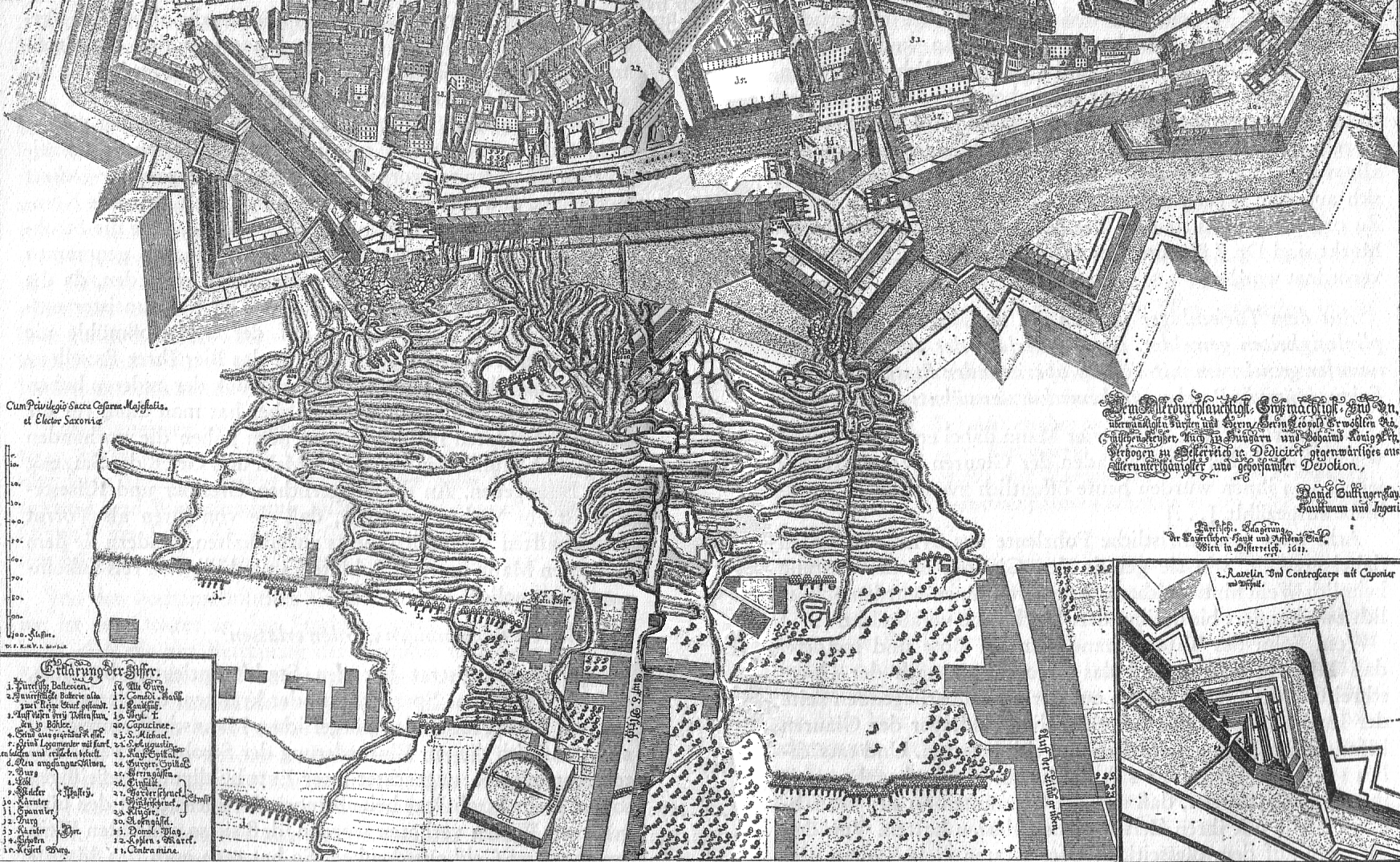
第二次ウィーン包囲時のオスマン側の塹壕とハプスブルク家の本拠地であるホーフブルク宮殿とウィーン市壁

### ウィーン包囲戦
1683年、ハプスブルク家領の北西ハンガリーでテケリらハンガリー人による反乱が起こり、反乱者たちはオスマン帝国に対して支援を要請した。これをスレイマン1世の第一次ウィーン包囲以来150年ぶりのオーストリア占領の好機と考えたカラ・ムスタファは、15万からなる大軍を率いてハンガリーからオーストリアに侵入、ウィーンに迫った。神聖ローマ皇帝レオポルト1世は7月7日にリュディガー・フォン・シュターレンベルクに守備を任せてウィーンを脱出、パッサウに逃れ、イスラム教徒からヨーロッパを防衛するよう訴えてキリスト教徒の諸侯に支援を要請した。
これに、当時オスマン帝国とポジーリャを巡って争っていたポーランド国王ヤン3世が応え、ヤン3世はポーランドとドイツ諸領邦からなる連合軍を率いて自らウィーンの救援に向かった。ロレーヌ公シャルル5世、バイエルン選帝侯マクシミリアン2世、ザクセン選帝侯ヨハン・ゲオルク3世、バーデン辺境伯ルートヴィヒ・ヴィルヘルム、ヴァルデック侯ゲオルク・フリードリヒらも救援軍に合流した。
オスマン軍は13日にウィーンに到達し完全に包囲、町の西部から城壁の突破をはかって攻撃を仕掛けた。しかし最新の築城法で要塞化されて第一次包囲の時代よりはるかに堅固になったウィーン市の防備を破ることができず、攻城戦は長期化した。遠方から進軍してきたため強力な攻城砲を搬入できなかったオスマン軍は、地下から坑道を掘って城壁を爆破する作戦もとったが失敗に終わった。一方、防衛側のウィーン守備軍は士気が盛んでたびたび要塞から打って出てオスマン軍を攻撃したが、包囲軍に対してほとんど損害を与えることはできなかった。

### オスマン軍の敗走
9月12日、ポーランド・オーストリア・ドイツ諸侯の連合軍がウィーン郊外に到着、ウィーンとその周辺を見下ろすようにしてウィーン市西の丘陵上に展開した。連合軍は右翼にヤン3世率いるポーランド軍3万と、左翼にオーストリア軍及びドイツ諸侯の連合軍4万を配置し、オスマン軍と対峙した。
この日までにオスマン軍はウィーンの防衛線に突破口を開きつつあったが、ウィーン守備軍の必死の抵抗によりウィーンは辛うじて守られていた。オスマン軍は数の上でも依然としてウィーン守備軍と連合軍の合計を上回っていたが、長引く包囲戦により士気は低下しており、装備も旧式で不十分であった。またクリミア・タタール軍などオスマン軍の一部は強権的なカラ・ムスタファに反発しており、大宰相に対して非協力的ですらあった。
偵察を放ってオスマン軍の情報を探っていたヤン3世はこのような状況を掴んでオスマン軍の防備体制が弱体であることを見抜いた。連合軍による攻撃の開始は翌9月13日が予定されていたが、ヤン3世は到着した9月12日の夕刻に連合軍に総攻撃を命じた。偵察によってカラ・ムスタファの本営の位置を正確に把握していたポーランド・リトアニア共和国軍精鋭の有翼重装騎兵「フサリア」の3000騎はオスマン軍陣地の中央突破を敢行しこれを分断、そのままムスタファの本営までまっすぐ突撃し大混乱に陥れた。わずか1時間ほど続いた戦闘によってオスマン軍は包囲陣を寸断され、散り散りになって潰走した。夕暮れで暗くなったために追撃は早々に打ち切られ、カラ・ムスタファは無事に逃げ延びることができたが、戦闘はオスマン軍の惨憺たる敗北に終わった。
ヤン3世はガイウス・ユリウス・カエサルの言葉に倣い、「来た、見た、神は勝利した。」と語った。

### 戦後の展開

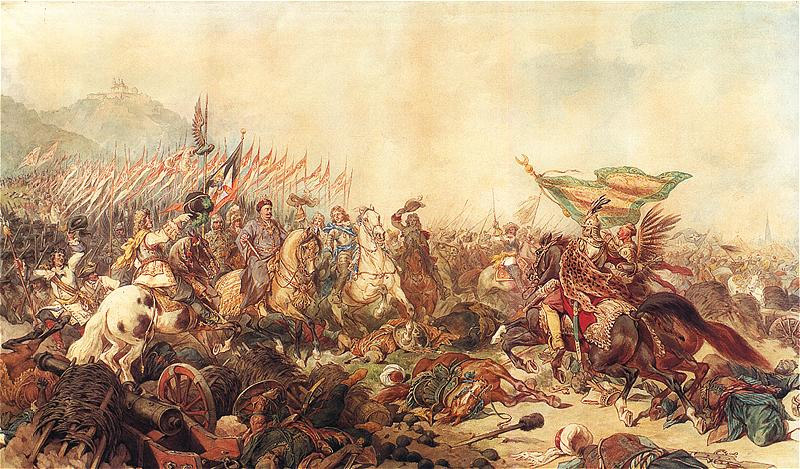
「ウィーンのソビエスキ」（ユリウシュ・コサック画）

カラ・ムスタファはベオグラードに逃れ、敗軍を建て直し連合軍に対する反撃を準備していた。しかし帝国の宮廷では、カラ・ムスタファの強権的な執政に不満をもっていた政敵たちの策動が功を奏し、ベオグラードにはメフメト4世の名をもってカラ・ムスタファの処刑を命ずる勅令が届けられ、12月25日に処刑された。
連合軍の側ではローマ教皇インノケンティウス11世がトルコ人に対する同盟結成の呼びかけを行い、オーストリア、ポーランドにヴェネツィア共和国を加えて神聖同盟が結成された。神聖同盟は引き続きオスマン帝国の支配下にあった東ヨーロッパの各地に侵攻、大トルコ戦争が勃発した。
一方のオスマン帝国では、カラ・ムスタファの刑死後は政府内に指導者を欠き、混迷するオスマン軍は連合軍の前になすすべなく連敗を重ねた。帝国はオーストリアにハンガリー、トランシルヴァニアを、ポーランドにポドリアを、ヴェネツィアにモレア戦争でモレア半島を奪われ植民地モレア王国（1688年 - 1715年）が成立、アドリア海沿岸の諸都市を奪われ、さらに1686年にはロシアが神聖同盟に加わってクリミア、アゾフに侵攻を開始した。オスマン帝国の勢力は東方に大幅に押し戻され、一時はバルカン半島支配の要衝であるベオグラードまで失われることになる。1689年に再びキョプリュリュ家から登用された大宰相キョプリュリュ・ムスタファ・パシャ率いる反攻によってオスマン帝国は戦況をある程度挽回するが、ムスタファ・パシャは1691年に戦死し、大局を覆すに至らなかった。
戦争は長期化するにつれて大同盟戦争の勃発による遠征軍引き抜きや神聖同盟間の不和が表面化して戦線が膠着化するが、16年間にわたって続き、1697年のゼンタの戦いが神聖同盟の決定的な大勝利となり交渉が進展、1699年にカルロヴィッツ条約が結ばれてようやく終結する。
カルロヴィッツ条約でオスマン帝国はベオグラード周辺を除くハンガリー王国の大部分（ハンガリー中央部、トランシルヴァニア、クロアチアなど）をオーストリアに、アドリア海沿岸の一部をヴェネツィアに、ポドリアをポーランドに割譲することを認めた。翌年にはロシアと個別の講和を結んでアゾフの割譲を認めている。

## 第二次ウィーン包囲の意義
第二次ウィーン包囲は、16世紀後半以来徐々にではあるが衰退していたオスマン帝国のヨーロッパにおける軍事的優位を決定的に崩す事件となった。第二次ウィーン包囲がオスマン帝国の衰退を決定付けたとみる評価がオスマン帝国史の叙述においては通説となっている。また、第二次ウィーン包囲からカルロヴィッツ条約に至る16年間の戦争によってオスマン帝国の版図はバルカン半島および東ヨーロッパにおいて大幅に後退し、オーストリアとロシアがこの方面における覇権を握るきっかけを作った。
精神的意義としては、100年前のレパントの海戦に続いて、ヨーロッパ諸国がオスマン帝国に対して抱いてきた脅威を打ち崩す戦闘であった。バルカン諸国史の叙述においては、オスマン帝国のバルカン支配を抑圧であるとみなし、この包囲が解放と後の民族自立への第一歩となった事件という評価を下している。
文化的な意義としては、クロワッサンはこの戦争の勝利を記念してトルコ国旗の意匠である三日月を象ったものという説がある。またウィーンでコーヒー文化が広まったのはウィーン市民が潰走したオスマン軍の陣営から打ち捨てられたコーヒー豆を見つけ、これをポーランド・リトアニア共和国軍のイェジ・フランチシェク・クルチツキが払い下げを受け軍を退役、1686年にウィーンでカフェ「青いボトルの下の家」（ドイツ語: Hof zur Blauen Flasche）を開いたのが始まりである（コーヒーに砂糖とミルクを加えるカプチーノはこの時クルチツキによって発明されたとも言われる）、ベーグルはウィーンのユダヤ人パン店主たちがヤン3世へ感謝のしるしに馬の「あぶみ」の形をしたこのパンを献上したのが始まりであるといった言い伝えがある。これらはこの戦いがヨーロッパの人々のオスマン帝国に対する印象を変えた象徴であったことをよく示している。
なお、この包囲戦について、ルイ14世は親オスマン派だったため救援を送らなかったが、キリスト教徒防衛のため自発的に参加するフランス貴族もいた。その中にプリンツ・オイゲンも含まれていて、従兄に当たるルートヴィヒ・ヴィルヘルムの下で従軍して竜騎兵隊長に任命され、やがてオーストリアを代表する名将へと成長していった。